# Gernot Blümel
Pour les articles homonymes, voir Blümel.
Gernot Blümel, né le 24 octobre 1981 à Vienne, est un homme politique autrichien membre du Parti populaire autrichien (ÖVP).

## Biographie
Gernot Blümel s’implique d’abord dans la branche jeunesse de l’ÖVP, le Junge Volkspartei ou JVP, aux échelons régional et fédéral. Il étudie aux universités de Vienne et de Bourgogne de 2002 à 2009 ; de 2006 à 2008 il est également assistant parlementaire aux côtés de  Michael Spindelegger. Blümel devient ensuite secrétaire général et porte-parole de l’ÖVP de 2013 à 2015.
Il est nommé ministre sans portefeuille en décembre 2017, puis est chargé début 2018 des Relations européennes, de l’Art, de la Culture et des Médias.
Ministre des Finances à partir de janvier 2020, il démissionne en décembre 2021, officiellement « pour des raisons familiales ». La justice ouvre une enquête à son sujet, Gernot Blümel étant soupçonné de malversations liées au financement de l’ÖVP par le géant mondial des jeux d’argent Novomatic.